# The Atlantic (gratte-ciel)
The Atlantic est un gratte-ciel de 176 mètres de hauteur construit à Atlanta de 2007 à 2009 et conçu par l'agence d'architecture Smallwood Reynolds Stewart Stewart & Associates, Inc.
L'immeuble abrite 401 logements.
Il fait partie du complexe Atlantic Station qui comprend 5 autres bâtiments dont le gratte-ciel Twelve Atlantic Station
Le bâtiment a coûté 136 600 000 $.
Le promoteur est la société Novare Group
L'immeuble est situé au sommet d'un parking de 8 étages comprenant 1 264 places.